# Chiesa dei Santi Vito e Ranieri
La chiesa dei Santi Vito e Ranieri, popolarmente nota come chiesa di San Vito, si trova a Pisa, sul lungarno Simonelli.

## Storia
Ricordata sin dal 1051, nel 1069 fu affiancata da un monastero benedettino.
Secondo la tradizione nel 1160, vi morì san Ranieri.
All'inizio del XV secolo l'intero complesso passò alle monache di Santa Chiara, ma un secolo più tardi fu danneggiato durante l'assedio fiorentino della città.
Intorno al 1787 la chiesa fu notevolmente trasformata.
L'antico luogo di culto fu seriamente danneggiato durante i bombardamenti della seconda guerra mondiale; quindi fu ricostruito in forme analoghe a quelle settecentesche.

## Descrizione
La chiesa, inserita in un fronte continuo di edifici, presenta una semplice facciata intonacata, con portale sormontato da timpano arcuato e finestrone rettangolare. Sul retro si trova il campanile, costruito nel 1793 su disegno di Roberto Bombicci.
L'interno è un'aula a pianta rettangolare, ma ha perduto, a causa della guerra, le originarie opere d'arte, quali due quadri di Ranieri Borghetti (1635), un dipinto del Tempesti e un quadro attribuito alla scuola di Andrea del Sarto. Scomparso è pure il soffitto ligneo, un tempo decorato con diverse pitture eseguite dalla cerchia di Ventura Salimbeni.
La parete di fondo è adornata con un dipinto di Aurelio Lomi raffigurante la Fuga in Egitto, qui trasportato nel 1960.
Dell'originaria struttura medievale resta, sul pavimento, una lapide trecentesca della famiglia Scacceri.
Sulla parete est della chiesa è in corso la realizzazione del grande affresco di San Ranieri, opera eseguita secondo tecniche rinascimentali dall'artista Luca Battini.

## Opere già in San Vito
- Bibbia di Calci, oggi alla Certosa di Calci.